# Leichtathletik-Weltmeisterschaften 1993/200 m der Frauen

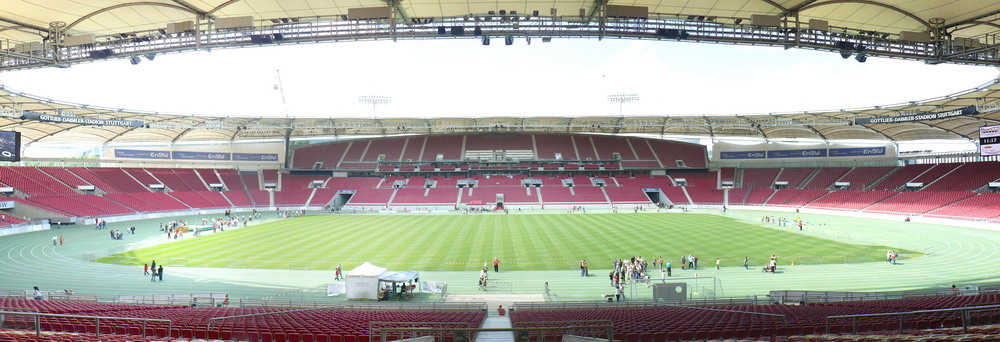
Das Stuttgarter Gottlieb-Daimler-Stadion im Jahr 2007

Der 200-Meter-Lauf der Frauen bei den Leichtathletik-Weltmeisterschaften 1993 wurde am 17. und 19. August 1993 im Stuttgarter Gottlieb-Daimler-Stadion ausgetragen.
Weltmeisterin wurde die Jamaikanerin Merlene Ottey, die zweimal WM-Bronze (1987/1991), dreimal Bronze bei Olympischen Spielen (1980/1984/1992) und einmal WM-Silber (1983) errungen hatte. Darüber hinaus hatte sie über 100 Meter bei den Olympischen Spielen 1984 sowie den Weltmeisterschaften 1987 und 1991 jeweils Bronze gewonnen. Endlich konnte sie nun auch eine Einzel-Goldmedaille in ihre Sammlung bringen, nachdem sie 1991 bereits Staffel-Gold im Team von Jamaika gewonnen hatte. Hier in Stuttgart war sie drei Tage zuvor über 100 Meter außerdem Zweite geworden.

Die Vizeweltmeisterin über 100 und 200 Meter von 1991 und Olympiasiegerin von 1992 über 200 Meter sowie 4 × 100 Meter Gwen Torrence, die 1992 auch Olympiasilber über 4 × 400 Meter errungen hatte, wurde erneut Vizeweltmeisterin. Sie gewann hier in Stuttgart mit Gold über 4 × 400 Meter, Silber und 4 × 100 Meter noch weitere Medaillen, nachdem sie über 100 Meter bereits Bronze errungen hatte.

Die Russin Irina Priwalowa, die 1992 – damals für das Vereinte Team der Gemeinschaft Unabhängiger Staaten startend – über 100 Meter Dritte geworden war, kam hier nun über 200 Meter auf den dritten Platz. Am Schlusstag gewann sie außerdem Gold mit der 4-mal-100-Meter-Staffel ihres Landes.

## Bestehende Rekorde
| Weltrekord               | 21,34 s | Florence Griffith-Joyner | OS Seoul, Südkorea      | 29. September 1988 |
| Weltmeisterschaftsrekord | 21,74 s | Silke Gladisch           | WM 1987 in Rom, Italien | 3. September 1987  |

Der bestehende WM-Rekord wurde bei diesen Weltmeisterschaften nicht eingestellt und nicht verbessert.

## Vorrunde
Die Vorrunde wurde in sieben Läufen durchgeführt. Die ersten vier Athletinnen pro Lauf – hellblau unterlegt – sowie die darüber hinaus vier zeitschnellsten Läuferinnen – hellgrün unterlegt – qualifizierten sich für das Viertelfinale.

### Vorlauf 1
17. August 1993, 10:10 Uhr
Wind: +0,1 m/s
| Platz | Name              | Nation           | Zeit (s) |
| ----- | ----------------- | ---------------- | -------- |
| 1     | Merlene Ottey     | Jamaika          | 23,39    |
| 2     | Katharine Merry   | Großbritannien   | 23,49    |
| 3     | Yolanda Steyn     | Südafrika        | 23,80    |
| 4     | Yana Burtasenkova | Moldau           | 23,94    |
| 5     | Lusia Puleanga    | Tonga            | 26,40    |
| 6     | Ruth Mangue       | Äquatorialguinea | 28,89    |
| DNS   | Lydia De Vega     | Philippinen      |          |

### Vorlauf 2
17. August 1993, 10:18 Uhr
Wind: −0,7 m/s
| Platz | Name                 | Nation     | Zeit (s) |
| ----- | -------------------- | ---------- | -------- |
| 1     | Galina Maltschugina  | Russland   | 22,94    |
| 2     | Cathy Freeman        | Australien | 23,28    |
| 3     | Elinda Vorster       | Südafrika  | 23,43    |
| 4     | Stacey Bowen         | Kanada     | 23,66    |
| 5     | Hermin Joseph        | Dominica   | 24,29    |
| 6     | Deirdre Caruana      | Malta      | 25,96    |
| 7     | Nguyen Thi Tuyet Mai | Vietnam    | 26,55    |

### Vorlauf 3
17. August 1993, 10:26 Uhr
Wind: −1,0 m/s
| Platz | Name                | Nation                         | Zeit (s) |
| ----- | ------------------- | ------------------------------ | -------- |
| 1     | Silke-Beate Knoll   | Deutschland                    | 23,21    |
| 2     | Sabine Tröger       | Österreich                     | 23,66    |
| 3     | Sanna Hernesniemi   | Finnland                       | 23,69    |
| 4     | Georgette Nkoma     | Kamerun                        | 23,97    |
| 5     | Guilhermina Da Cruz | Angola                         | 25,16    |
| 6     | Natalie Martindale  | St. Vincent und die Grenadinen | 26,77    |
| DNS   | Melinda Gainsford   | Australien                     |          |

### Vorlauf 4
17. August 1993, 10:34 Uhr
Wind: −0,4 m/s
| Platz | Name               | Nation         | Zeit (s) |
| ----- | ------------------ | -------------- | -------- |
| 1     | Lucrécia Jardim    | Portugal       | 23,45    |
| 2     | Natalja Woronowa   | Russland       | 23,45    |
| 3     | Gwen Torrence      | USA            | 23,46    |
| 4     | Jacqueline Poelman | Niederlande    | 23,53    |
| 5     | Jennifer Stoute    | Großbritannien | 23,83    |
| 6     | Mirna El-Laz       | Libanon        | 26,97    |
| 7     | Aminath Nasheeda   | Malediven      | 30,24    |

### Vorlauf 5
17. August 1993, 10:42 Uhr
Wind: +0,2 m/s
| Platz | Name              | Nation              | Zeit (s) |
| ----- | ----------------- | ------------------- | -------- |
| 1     | Marie-José Pérec  | Frankreich          | 23,04    |
| 2     | Dahlia Duhaney    | Jamaika             | 23,29    |
| 3     | Dannette Young    | USA                 | 23,43    |
| 4     | Philomena Mensah  | Ghana               | 23,67    |
| 5     | Heather Samuel    | Antigua und Barbuda | 24,01    |
| 6     | Rita Pattipeilohy | Indonesien          | 25,59    |
| DNS   | Mpoka Mokosi      | Zaire               |          |

### Vorlauf 6
17. August 1993, 10:50 Uhr
Wind: −0,4 m/s
| Platz | Name            | Nation    | Zeit (s) |
| ----- | --------------- | --------- | -------- |
| 1     | Mary Onyali     | Nigeria   | 23,21    |
| 2     | Petja Pendarewa | Bulgarien | 23,39    |
| 3     | Michelle Finn   | USA       | 23,83    |
| 4     | Pauline Davis   | Bahamas   | 24,10    |
| 5     | Dora Kyriakou   | Zypern    | 24,47    |
| 6     | Oumou Sow       | Guinea    | 25,81    |
| 7     | Melvina Wulah   | Liberia   | 26,11    |
| 8     | Shabana Akhtar  | Pakistan  | 26,39    |

### Vorlauf 7
17. August 1993, 10:58 Uhr
Wind: +0,2 m/s
| Platz | Name                | Nation            | Zeit (s) |
| ----- | ------------------- | ----------------- | -------- |
| 1     | Huei-Chen Wang      | Chinesisch Taipeh | 23,30    |
| 2     | Irina Priwalowa     | Russland          | 23,39    |
| 3     | Evette de Klerk     | Südafrika         | 23,43    |
| 4     | Maia Asaraschwili   | Georgien          | 23,68    |
| 5     | Kaltouma Nadjina    | Tschad            | 26,15    |
| 6     | Lasnet Nkouka       | Republik Kongo    | 26,64    |
| DNS   | Schanna Tarnopolska | Ukraine           |          |

## Viertelfinale
Aus den vier Viertelfinalläufen qualifizierten sich die jeweils ersten vier Athletinnen – hellblau unterlegt – für das Halbfinale.

### Viertelfinallauf 1

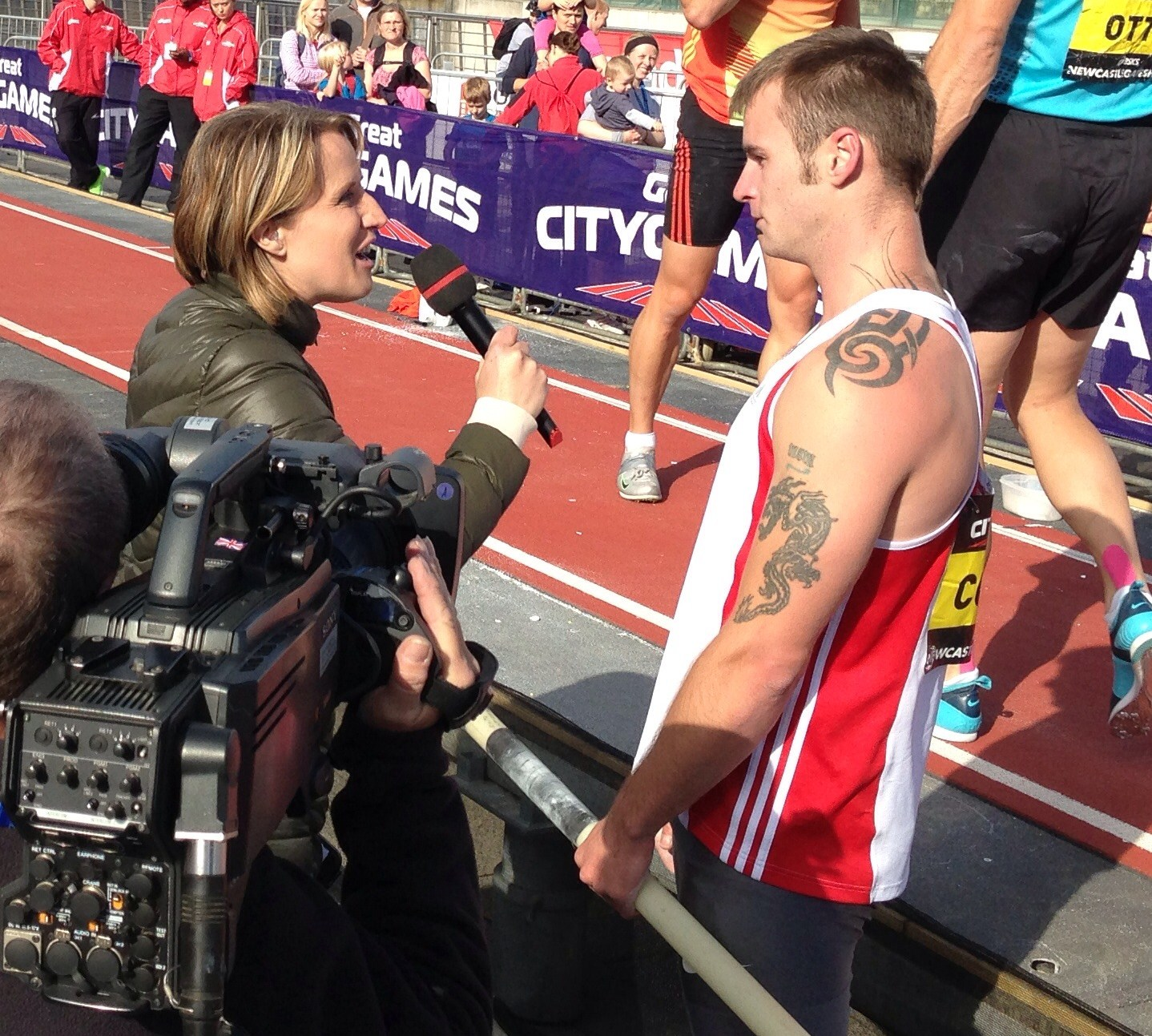
Katharine Merry (hier als Interviewerin bei einem Sportfest im Jahr 2013) schied im Halbfinale als Sechste ihres Rennens aus

17. August 1993, 19:00 Uhr
Wind: +0,9 m/s
| Platz | Name            | Nation              | Zeit (s) |
| ----- | --------------- | ------------------- | -------- |
| 1     | Mary Onyali     | Nigeria             | 22,74    |
| 2     | Irina Priwalowa | Russland            | 22,80    |
| 3     | Pauline Davis   | Bahamas             | 23,01    |
| 4     | Michelle Finn   | USA                 | 23,24    |
| 5     | Huei-Chen Wang  | Chinesisch Taipeh   | 23,32    |
| 6     | Katharine Merry | Großbritannien      | 23,46    |
| 7     | Yolanda Steyn   | Südafrika           | 23,60    |
| 8     | Heather Samuel  | Antigua und Barbuda | 24,32    |

### Viertelfinallauf 2
17. August 1993, 19:05 Uhr
Wind: −0,2 m/s
| Platz | Name              | Nation         | Zeit (s) |
| ----- | ----------------- | -------------- | -------- |
| 1     | Merlene Ottey     | Jamaika        | 22,81    |
| 2     | Evette de Klerk   | Südafrika      | 22,88    |
| 3     | Natalja Woronowa  | Russland       | 22,94    |
| 4     | Silke-Beate Knoll | Deutschland    | 23,04    |
| 5     | Sabine Tröger     | Österreich     | 23,17    |
| 6     | Sanna Hernesniemi | Finnland       | 23,24    |
| 7     | Georgette Nkoma   | Kamerun        | 23,66    |
| 8     | Jennifer Stoute   | Großbritannien | 23,95    |

### Viertelfinallauf 3
17. August 1993, 19:10 Uhr
Wind: +0,4 m/s
| Platz | Name              | Nation     | Zeit (s) |
| ----- | ----------------- | ---------- | -------- |
| 1     | Marie-José Pérec  | Frankreich | 22,73    |
| 2     | Gwen Torrence     | USA        | 22,87    |
| 3     | Elinda Vorster    | Südafrika  | 22,94    |
| 4     | Dahlia Duhaney    | Jamaika    | 23,11    |
| 5     | Lucrécia Jardim   | Portugal   | 23,16    |
| 6     | Stacey Bowen      | Kanada     | 23,62    |
| 7     | Yana Burtasenkova | Moldau     | 23,99    |
| 8     | Hermin Joseph     | Dominica   | 24,13    |

### Viertelfinallauf 4

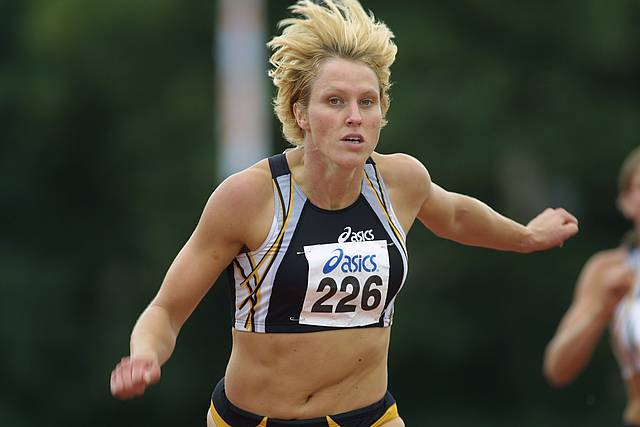
Jacqueline Poelman reichte ihr sechster Platz im letzten Viertelfinallauf nicht zum Halbfinaleinzug

17. August 1993, 19:15 Uhr
Wind: −0,9 m/s
| Platz | Name                | Nation      | Zeit (s) |
| ----- | ------------------- | ----------- | -------- |
| 1     | Galina Maltschugina | Russland    | 22,51    |
| 2     | Cathy Freeman       | Australien  | 22,80    |
| 3     | Dannette Young      | USA         | 22,92    |
| 4     | Petja Pendarewa     | Bulgarien   | 23,07    |
| 5     | Maia Asaraschwili   | Georgien    | 23,33    |
| 6     | Jacqueline Poelman  | Niederlande | 23,64    |
| 7     | Philomena Mensah    | Ghana       | 24,05    |
| DNS   | Dora Kyriakou       | Zypern      |          |

## Halbfinale
Aus den beiden Halbfinalläufen qualifizierten sich die jeweils ersten vier Athletinnen – hellblau unterlegt – für das Finale.

### Halbfinallauf 1

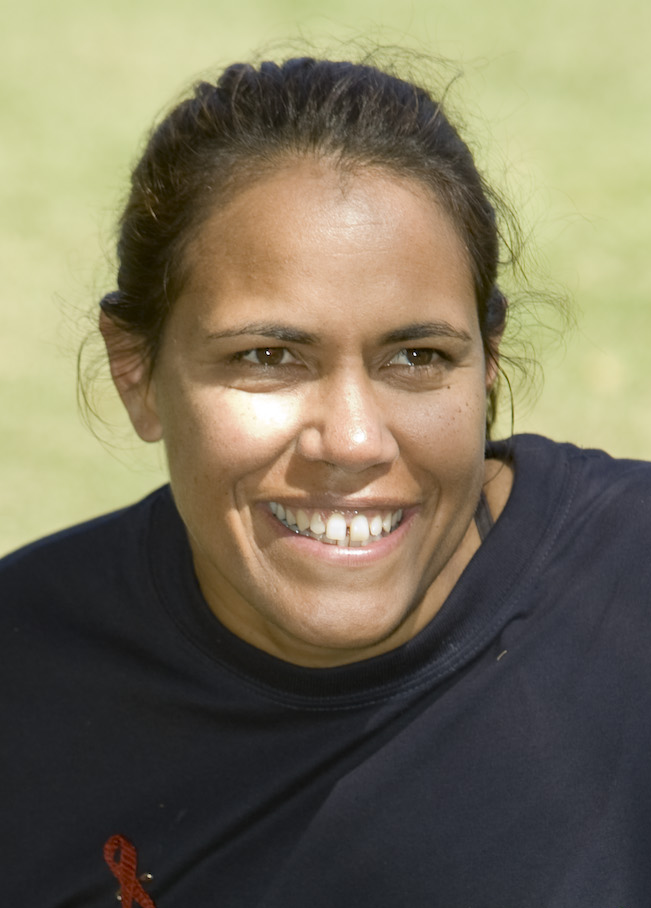
Um einen Rang verpasste Cathy Freeman – 2000 Olympiasiegerin über 400 Meter – das Finale

19. August 1993, 17:30 Uhr
Wind: −0,5 m/s
| Platz | Name             | Nation     | Zeit (s) |
| ----- | ---------------- | ---------- | -------- |
| 1     | Gwen Torrence    | USA        | 22,20    |
| 2     | Irina Priwalowa  | Russland   | 22,20    |
| 3     | Natalja Woronowa | Russland   | 22,35    |
| 4     | Marie-José Pérec | Frankreich | 22,49    |
| 5     | Cathy Freeman    | Australien | 22,58    |
| 6     | Elinda Vorster   | Südafrika  | 22,83    |
| 7     | Dahlia Duhaney   | Jamaika    | 22,97    |
| 8     | Petja Pendarewa  | Bulgarien  | 23,06    |

### Halbfinallauf 2

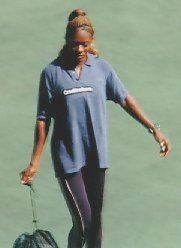
Nach vielen Bronzemedaillen und einer Silbernen errang Merlene Ottey hier endlich ihren ersten Einzeltitel

19. August 1993, 17:38 Uhr
Wind: +0,2 m/s
| Platz | Name                | Nation      | Zeit (s) |
| ----- | ------------------- | ----------- | -------- |
| 1     | Merlene Ottey       | Jamaika     | 22,12    |
| 2     | Galina Maltschugina | Russland    | 22,22    |
| 3     | Mary Onyali         | Nigeria     | 22,35    |
| 4     | Dannette Young      | USA         | 22,51    |
| 5     | Evette de Klerk     | Südafrika   | 22,76    |
| 6     | Pauline Davis       | Bahamas     | 22,94    |
| 7     | Silke-Beate Knoll   | Deutschland | 23,07    |
| 8     | Michelle Finn       | USA         | 23,26    |

## Finale
19. August 1993, 20:45 Uhr
Wind: ±0,0 m/s
| Platz | Name                | Nation     | Zeit (s) |
| ----- | ------------------- | ---------- | -------- |
| 1     | Merlene Ottey       | Jamaika    | 21,98    |
| 2     | Gwen Torrence       | USA        | 22,00    |
| 3     | Irina Priwalowa     | Russland   | 22,13    |
| 4     | Marie-José Pérec    | Frankreich | 22,20    |
| 5     | Mary Onyali         | Nigeria    | 22,32    |
| 6     | Natalja Woronowa    | Russland   | 22,50    |
| 7     | Galina Maltschugina | Russland   | 22,50    |
| 8     | Dannette Young      | USA        | 23,04    |

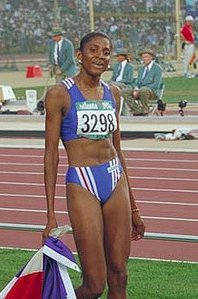
Über 400 Meter Olympiasiegerin von 1992 und Weltmeisterin von 1991 blieb Marie-José Pérec hier über 200 Meter als Vierte ohne Medaille
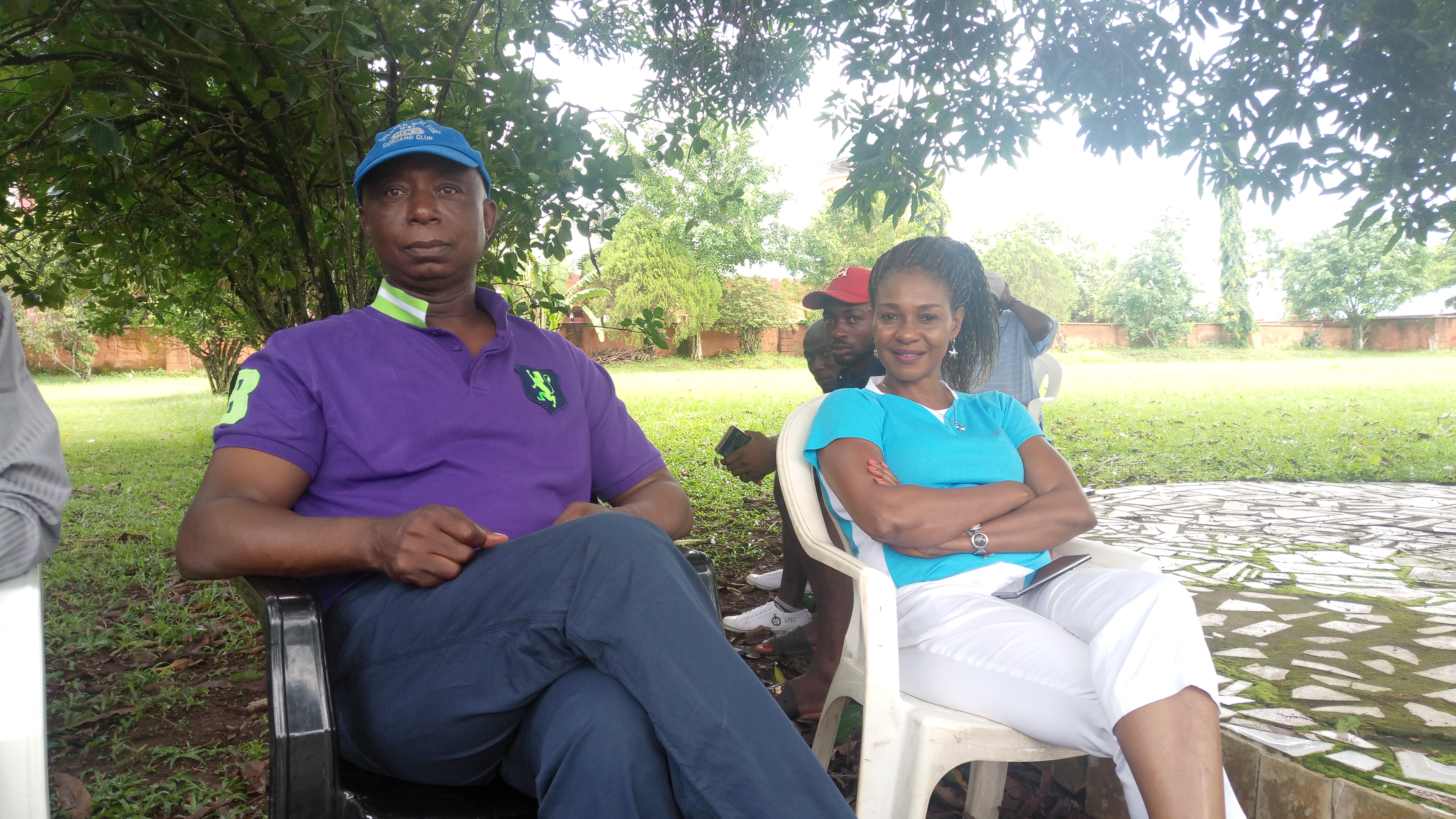
Mary Onyali (hier im Jahr 2017) erreichte wie schon drei Tage zuvor über 100 Meter Platz fünf

## Video
- Women's 200m Final World Champs Stuttgart 1993, Video veröffentlicht am 21. Dezember 2015 auf youtube.com, abgerufen am 16. Mai 2020